# Otalgia
Otalgia (z łac.) – objaw polegający na "bólu ucha bez choroby ucha". Związany jest on z bogatym unerwieniem ucha. Choroby innych narządów głowy i szyi poprzez wspólne unerwienie mogą objawiać się bólem ucha. Otalgia może być objawem banalnych patologii w zakresie głowy i szyi, ale też groźnym objawem, sugerującym obecność nowotworu.

## Przyczyny
Otalgie, których przyczyny leżą w zakresie unerwienia nerwu trójdzielnego (przez nerw uszno-skroniowy) mogą pojawiać się w:
- zapaleniach lub nowotworach dna jamy ustnej, żuchwy, szczęki i 2/3 przednich języka
- zmianach zwyrodnieniowych i zapalnych stawów skroniowo-żuchwowych
- zmianach zapalnych zębów, zwłaszcza trzonowców
- zmianach zapalnych i nowotworach ślinianek przyusznych, podżuchwowych i podjęzykowych.

Ze względu na niewielką ilość włókien czuciowych otalgie z zakresu unerwienia nerwu twarzowego spotykane są wyjątkowo rzadko. Występują niekiedy w guzach nerwu VII oraz w porażeniach typu Bella a także w półpaściu usznym – zespole Ramsaya Hunta przy rozprzestrzenianiu się zapalenia w obrębie nerwu twarzowego.
Bóle ucha związane z patologią w zakresie unerwienia nerwu językowo-gardłowego (przez nerw bębenkowy Jacobsona) pojawiają się w:
- zapaleniach i nowotworach migdałków podniebiennych
- ropniach okołomigdałkowych
- po tonsillektomii
- ropniach i nowotworach przestrzeni przygardłowej
- nowotworach podstawy języka
- nowotworach i w stanach zapalnych jamy ustno-gardłowej

Bóle ucha powstające na skutek patologii w zakresie unerwienia nerwu błędnego (przez nerw uszny Arnolda) związane są z:
- schorzenia zapalne i nowotworowe krtani zwłaszcza z nacieczeniem rusztowania chrzęstnego
- schorzenia przełyku
- zapalenia gruczołu tarczowego

Otalgie przewodzone przez nerwy szyjne, w szczególności przez nerw uszny wielki powstają na skutek:
- torbieli bocznych i środkowych szyi
- zapalenia i guzy szyjnego odcinka kręgosłupa
- zmiany zapalne węzłów chłonnych szyi

Otalgie mogą być również objawem neuralgii nerwu językowo-gardłowego lub splotu bębenkowego.

## Leczenie
Zawsze przyczynowe, polega na leczeniu choroby zasadniczej, dającej jako objaw ból ucha.